# Episinus angulatus
Episinus angulatus Blackwall, 1836 è un ragno appartenente alla famiglia Theridiidae.

## Distribuzione
La specie è stata rinvenuta in varie località della regione che va dall'Europa alla Russia.

## Tassonomia
Non sono stati esaminati esemplari di questa specie dal 2007.
Attualmente, a dicembre 2013, non sono note sottospecie